# Site historique d'État Longfellow-Evangeline

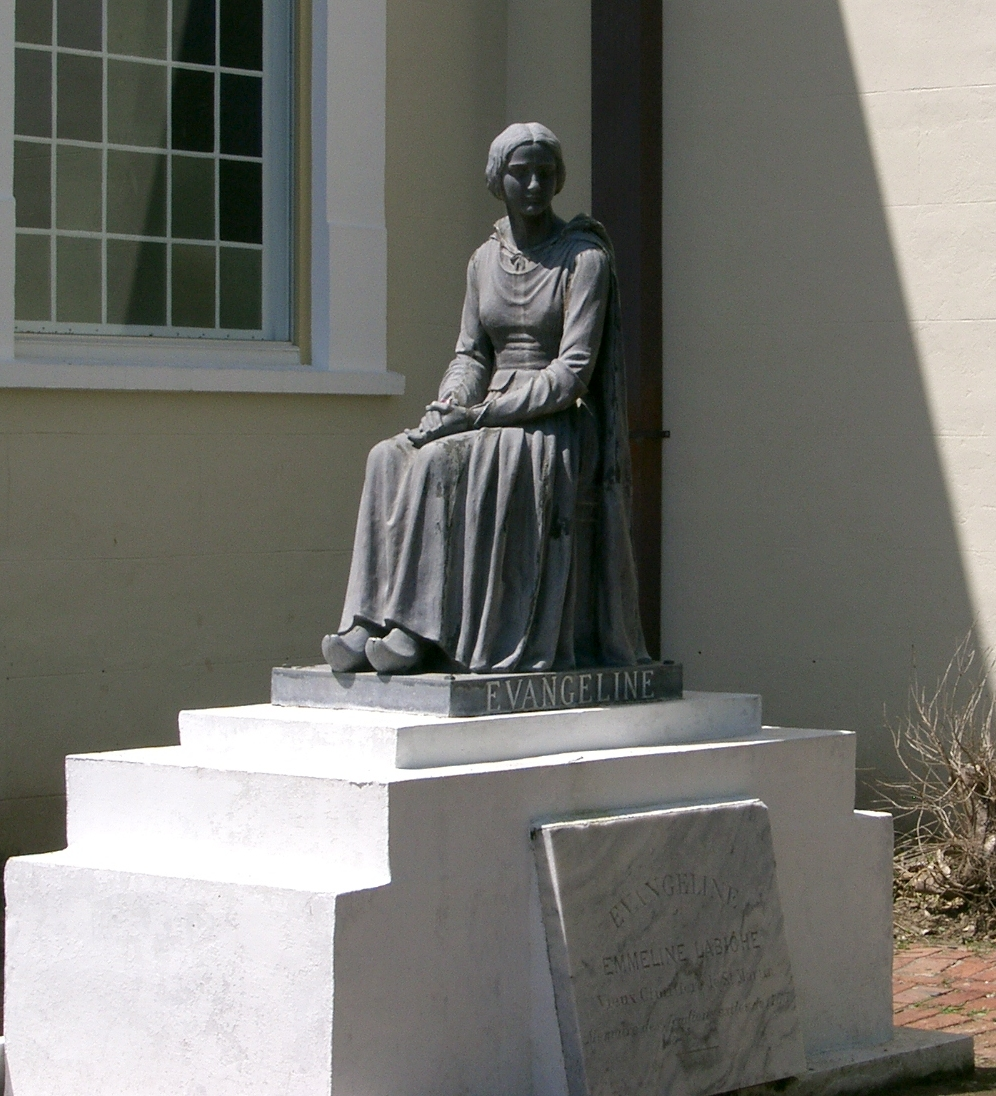
Statue d'Evangeline à Saint-Martinville.

Le site historique d'État Longfellow-Evangeline (anglais : Longfellow-Evangeline State Historic Site) est un lieu culturel situé dans un parc à Saint-Martinville en Louisiane dans la région cajun de l'Acadiane, le long du bayou Teche.
Le site retrace l'histoire du peuplement de la Louisiane depuis ses premiers habitants, les Amérindiens, puis l'arrivée des explorateurs français, suivi par l'installation des colons français, puis Acadiens à la suite de la déportation des Acadiens, des Créoles, des esclaves venus d'Afrique, et des Espagnols. Tous ont contribué à la tradition historique de la diversité culturelle de ce creuset louisianais. Le français devint la langue prédominante, et demeure très forte dans la région aujourd'hui.
En 1847, Henry Longfellow écrivit le récit épique d'Evangéline qui retrace l'expulsion des Acadiens en 1755 d'Acadie (Nouvelle-Écosse lors de la déportation des Acadiens et leur arrivée ultérieure en Louisiane. Dans ce registre historique, la tragique histoire acadienne a également été rendu populaire par un roman local basé sur le poème de Longfellow, "Mémoire acadienne : La véritable histoire d'Evangéline", écrite par le juge Felix Voorhies en 1907.
Les Acadiens s'installèrent sur une partie des terrains de chasse des Amérindiens Atakapas, ce site fit partie des terres royales françaises octroyées d'abord pour être utilisé comme terre d'élevage ou vacherie en parler acadien. Les premiers Acadiens à s'établir en Louisiane se sont installés ici, sur les rives du Bayous Teche et du bayou Tortue. Par la suite, au cours du XVIIIe siècle, une partie du domaine devint une plantation d'indigo.
Pierre Olivier Duclosel de Vesin, riche planteur français de Louisiane, devint propriétaire du domaine, à la tête de plantations de coton et de canne à sucre, ainsi que d'un cheptel de bétails importants. En 1815, il fit construire la "maison Olivier" (en rapport avec son prénom Olivier), dans la ville de Saint-Martinville, classée depuis 1934, Parc de l'État de Louisiane et en 1974, il devint site historique d'État de Longfellow Evangeline. En 1840, son fils, Charles Duclosel de Vesin, apporta de nombreuses transformations afin d'améliorer l'édifice. Le parc historique héberge le chêne qui a inspiré le poète américain Henry Longfellow, pour son roman Evangéline, en dessous duquel les deux héros, Evangéline et Gabriel, se sont retrouvés.